# کایا استوارت
کایا استوارت (به انگلیسی: Kaya Stewart) (زاده ۲۸ فوریهٔ ۲۰۰۰) خواننده، ترانه‌سرا انگلیسی است.